# DnaN
DnaN је ген који кодира ДНК стегу (такође познату као β клизећа стега) ДНК полимеразе III код прокариота. β стега физички фиксира Пол III на ДНК ланац током репликације, чиме доприноси повећању процесивности.